# Edward Julius Berwind

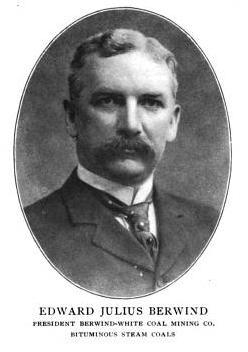
Edward Julius Berwind 1848–1936.

Edward Julius Berwind (* 17. Juni 1848 in Philadelphia; † 18. August 1936 in Newport, Rhode Island) war ein US-amerikanischer Unternehmer und Mitgründer der Berwind-White Coal Mining Company, die heute als große Beteiligungsgesellschaft unter dem Namen Berwind Corporation firmiert.

## Leben
Edward Julius Berwind wurde 1848 als Sohn von John Berwind und Charlotte Augusta Guldenfennig in Philadelphia geboren und hatte sieben Geschwister, fünf Brüder und zwei Schwestern. Seine Eltern waren deutsche Immigranten. Sein Vater kam aus Bayern und war Musikinstrumentenbauer, verkaufte in Philadelphia Gitarren und Cistern sowie später auch Pianos. Seine Mutter kam aus der damaligen preußischen Provinz Westfalen. Edward besuchte die United States Naval Academy in Annapolis, Maryland, wo 1869 graduierte. Er diente als Marine-Berater in Washington, D.C. während der Amtszeit von Ulysses S. Grant, bis er 1872 wegen gesundheitlicher Dienstuntauglichkeit ausschied. Er arbeitete dann bis 1880 für die Pennsylvania Railroad.

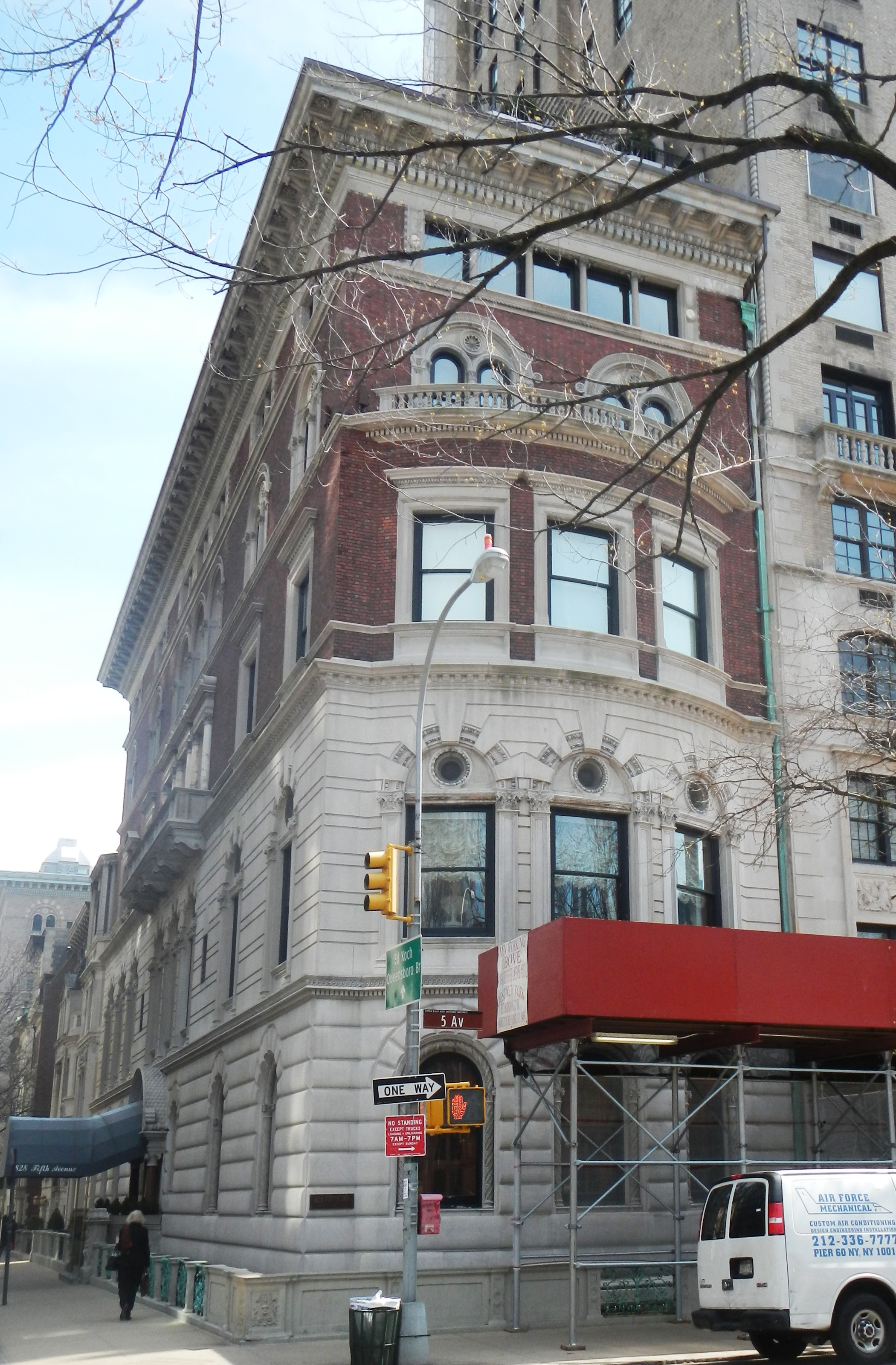
Das Edward J. Berwind House an der 64th Street & 5th Avenue in New York City.

Er stieg dann ins Steinkohlegeschäft ein und gründete mit seinem Bruder Charles (1846–1890) und dem ehemaligen Politiker Allison White die Berwind, White and Company, 1886 umbenannt in Berwind-White Coal Mining Company. Edward J. Berwind war Präsident der Firma, bis er 1930 Chairman of the Board wurde. Unter anderem bedingt durch seine guten Kontakte aus der Marinezeit, wurde die Firma Ende des 19. Jahrhunderts zu einem der größten Steinkohleförderer, -verarbeiter und -lieferanten in den Vereinigten Staaten und belieferte Eisenbahnlinien, die United States Navy und Dampfschifflinien mit Steinkohle aus Pennsylvania und West Virginia. Edward J. Berwind war ein langjähriger Freund von J. P. Morgan und arbeitete im Transportgeschäft eng mit Thomas Fortune Ryan und Peter Widener zusammen.
Edward J. Berwind heiratete 1886 Sarah Vesta Herminie Torrey. Er ließ sich 1896 in New York City ein prachtvolles Stadthaus errichten sowie ab 1899 in Newport, Rhode Island, das herrschaftliche Anwesen The Elms als Sommerresidenz, das heute ein Museum ist. Er verstarb am 18. August 1936 in Newport, seine Frau schied schon 1922 aus dem Leben.